# Lori Nelson (Schauspielerin)
Lori Nelson (* 15. August 1933 in Santa Fe, New Mexico als Dixie Kay Nelson; † 23. August 2020 in Los Angeles) war eine US-amerikanische Schauspielerin, die vor allem durch ihre Rollen in Western wie Meuterei am Schlangenfluß sowie dem Monsterfilm Die Rache des Ungeheuers bekannt wurde.

## Leben
Dixie Kay Nelsons Urgroßonkel war der US-amerikanische General John J. Pershing. Bereits im Alter von zwei Jahren stand sie das erste Mal in einem Theaterstück im Santa Fe Lensic Theatre auf der Bühne. Mit fünf Jahren zog sie mit ihrer Familie nach Encino in Kalifornien, wo sie ein Jahr später den Titel der Little Miss America gewann und fortan als Kindermodel tätig war.
Mit sieben Jahren nahm Nelson erfolgreich an einem Casting für den Film Kings Row teil und sollte dort eine Rolle übernehmen, als sie an Rheumatischem Fieber erkrankte und die folgenden vier Jahre im Bett verbringen musste. Nach ihrer Genesung nahm sie wieder an Schönheitswettbewerben teil und gewann mit 17 Jahren den Titel der Miss Encino. Nach ihrem Abschluss an der Canoga Park High School begann Nelson, als Model zu arbeiten, ehe sie 1950 bei den Universal Studios unter Vertrag genommen wurde. Sie trug fortan den Künstlernamen Lori Nelson.
Nelson hatte ihr Filmdebüt 1952 in einer größeren Nebenrolle als Marjie Baile in Meuterei am Schlangenfluß neben erfahrenen Schauspielern wie James Stewart und Rock Hudson. In den folgenden Jahren spielte sie ihre bekanntesten und größten Rollen in Western, hatte des Öfteren aber auch Auftritte in Filmen anderen Genres. Unter anderem war Nelson 1955 in der weiblichen Hauptrolle im Monsterfilm Die Rache des Ungeheuers und in einer der Hauptrollen in dem in der atomaren Endzeit spielenden Science-Fiction-Film Die letzten Sieben zu sehen. Engagiert wurde Lori Nelson nicht vom Regisseur Roger Corman, der für die einfache Produktion zunächst keinen Star einer der großen Studios wollte, sondern vom Co-Produzent Alex Gordon, der ihre Darstellung in Die Rache des Ungeheuers überzeugend fand.
In den 1960er-Jahren konzentrierte sich Nelsons Schauspielkarriere auf Gastauftritte in Fernsehserien. Zuvor hatte sie bereits in mehreren Serien mitgespielt und war eine von drei Hauptfiguren in der ersten Staffel von How to Marry a Millionaire in den Jahren 1957 und 1958. Erst in den 1990er-Jahren spielte sie wieder vereinzelt in Fernseh- und Kinofilmen mit. Ihren letzten Auftritt als Schauspielerin hatte sie 2005 in dem Low-Budget-Film The Naked Monster, einer Hommage an die Monsterfilme der 1950er-Jahre.
Lori Nelson war ab 1960 mit dem Filmkomponisten Johnny Mann (1928–2014) verheiratet, von dem sie sich 1973 scheiden ließ. Aus der Ehe mit Mann stammen zwei gemeinsame Töchter. Von 1983 bis zu ihrem Tod war Nelson mit dem ehemaligen Polizeibeamten Joseph J. Reiner verheiratet. Nelson starb im August 2020 im Alter von 87 Jahren, nachdem sie mehrere Jahre zuvor an Alzheimer erkrankt war.

## Filmografie

### Filme
- 1952: Meuterei am Schlangenfluß (Bend of the River)
- 1952: Francis Goes to West Point
- 1952: Ma and Pa Kettle at the Fair
- 1953: All meine Sehnsucht (All I Desire)
- 1953: All American
- 1953: Walking My Baby Back Home
- 1953: Drei waren Verräter (Tumbleweed)
- 1954: Destry räumt auf (Destry)
- 1955: Die goldene Galeere (Underwater!)
- 1955: Die Rache des Ungeheuers (Revenge of the Creature)
- 1955: Ma and Pa Kettle at Waikiki
- 1955: Ihr sehr ergebener … (Sincerely Yours)
- 1955: Gegen alle Gewalten (I Died a Thousand Times)
- 1955: Die letzten Sieben (Day the World Ended)
- 1956: Mohawk
- 1956: Wo Männer noch Männer sind (Pardners)
- 1956: Hot Rod Girl
- 1957: Reife Blüten (Untamed Youth)
- 1957: Outlaw’s Son
- 1957: Der Rattenfänger von Hameln (The Pied Piper of Hamelin, Fernsehfilm)
- 1991: Black Gaucho
- 1994: Die Sünden eines Vaters (Secret Sins of the Father, Fernsehfilm)
- 1998: Mom, Can I Keep Her?
- 2005: The Naked Monster

### Fernsehserien (Auswahl)
- 1957–1958: How to Marry a Millionaire (39 Folgen)
- 1959: Josh (Wanted Dead or Alive, eine Folge)
- 1959: Sugarfoot (eine Folge)
- 1961: Am Fuß der blauen Berge (Laramie, eine Folge)
- 1971: Lieber Onkel Bill (Family Affair, eine Folge)